# Světlá (Hartmanice)
Světlá (německy Zwislau) je malá vesnice, část města Hartmanice v okrese Klatovy v Plzeňském kraji. Nachází se asi tři kilometry severně od Hartmanic v údolí potoka Volšovky. Prochází tudy silnice II/145. Světlá leží v katastrálním území Světlá u Hartmanic o rozloze 0,73 km².

## Historie
První písemná zmínka o vesnici pochází z roku 1428.

## Obyvatelstvo
| Rok            | 1869 | 1880 | 1890 | 1900 | 1910 | 1921 | 1930 | 1950 | 1961 | 1970 | 1980 | 1991 | 2001 | 2011 | 2021 |
| -------------- | ---- | ---- | ---- | ---- | ---- | ---- | ---- | ---- | ---- | ---- | ---- | ---- | ---- | ---- | ---- |
| Počet obyvatel | 91   | 83   | 79   | 79   | 78   | 71   | 78   | 43   | 48   | 40   | 24   | 18   | 15   | 18   | 22   |
| Počet domů     | 11   | 11   | 11   | 12   | 12   | 12   | 14   | 14   | 14   | 12   | 10   | 14   | 14   | 15   | 16   |

## Obecní správa
Při sčítání lidu v letech 1850–1959 Světlá byla osadou obce Jiřičná v okrese Sušice. Od roku 1960 je částí města Hartmanice v okrese Klatovy.